# Бруней на Универсиадах
Бруней принимает участие в Универсиадах начиная с летней Универсиады 2021 года в Чэнду. На зимних Универсиадах спортивная делегация Брунея на настоящее время не участвовала ни разу.
На настоящее время спортсмены Брунея на всех Универсиадах завоевали в сумме 1 медаль, из них ни одной золотой, все медали завоёваны на летних Универсиадах.

## Медальный зачёт
По состоянию на настоящий момент (после летней Универсиады 2021 и зимней Универсиады 2023).

### Медали на летних Универсиадах
| Универсиады | Золото               | Серебро              | Бронза               | Всего                | Место                |
| ----------- | -------------------- | -------------------- | -------------------- | -------------------- | -------------------- |
| 2021 Чэнду  | 0                    | 1                    | 0                    | 1                    | 43                   |
| 2023        | Универсиада отменена | Универсиада отменена | Универсиада отменена | Универсиада отменена | Универсиада отменена |
| Всего       | 0                    | 1                    | 0                    | 1                    |                      |